# ويلبر وير
ويلبر وير (بالإنجليزية: Wilbur Ware)‏ هو عازف بانجو أمريكي، ولد في 8 سبتمبر 1923 في شيكاغو في الولايات المتحدة، وتوفي في 9 سبتمبر 1979 في فيلادلفيا في الولايات المتحدة بسبب نفاخ رئوي.

## وصلات خارجية
- ويلبر وير على موقع ميوزك برينز (الإنجليزية)
- ويلبر وير على موقع أول ميوزيك (الإنجليزية)
- ويلبر وير على موقع ديسكوغز (الإنجليزية)